# Кондратьев, Александр Сергеевич
Алекса́ндр Серге́евич Кондра́тьев (6 сентября 1937 — 2016) — советский и российский физик и педагог, доктор физико-математических наук, профессор, действительный член Российской академии образования по Отделению общего среднего образования, заслуженный работник высшей школы Российской Федерации. Основатель научной школы «Теоретическая физика, математическое моделирование, методика обучения физике» РГПУ им. А. И. Герцена.

## Биография
В 1955 году поступил, а в 1962 году окончил физический факультет Ленинградского государственного университета. Ученик П. П. Павинского. После окончания аспирантуры на кафедре квантовой механики работал на физфаке ЛГУ. В 1964–1986 годах был ассистентом, затем доцентом, профессором физического факультета ЛГУ по кафедре статистической физики. Являлся составителем вступительных задач экзамена по физике на физический факультет ЛГУ. В 1969 году защитил кандидатскую диссертацию по специальности «теоретическая и математическая физика» на тему «Метод функций Грина при описании свойств электронной ферми-жидкости в металлах». В 1981 году защитил докторскую диссертацию по специальности «теоретическая и математическая физика» на тему «Взаимодействие электронов в нормальных металлах». Являлся парторгом теоретического отдела НИИФа.
По приглашению научных обществ в 1980-х годах работал в Западном Берлине.
В 1986–2016 годах работал в ЛГПИ им. А. И. Герцена. С 1986 года был заведующим кафедрой теоретической физики, до 2006 года — также заведующим кафедрой методики обучения физики, затем профессором этой кафедры. Профессор Central Washington University (США) в 1993—2002 годах, профессор Government College University (Пакистан) в 2004—2009 годах.
Был членом нескольких специализированных советов по присуждению учёных степеней, членом Проблемной комиссии «лазерная медицина с секцией физико-математические и технические науки» Первого Санкт-Петербургского государственного медицинского университета имени академика И. П. Павлова.
Среди учеников — А. Е. Кучма, В. М. Уздин.

## Научная деятельность
Как эксперт в теоретической физике учёный известен работами в области квантовой теории систем многих частиц и теории квантовых жидкостей, но наиболее известен своей педагогической деятельностью и популярными методическими пособиями по физике.
Является автором более трёхсот пятидесяти научных работ, в том числе более двадцати пяти монографий и учебных пособий для высшей и средней школы. Под его руководством было защищено более тридцати кандидатских диссертаций и семь докторских диссертаций.
Жена — Ирина Анатольевна, окончила математико-механический факультет ЛГУ.

## Педагогическая деятельность
В 1962 году Кондратьев как аспирант физического факультета Ленинградского государственного университета стал преподавателем физики в ставших специализированными лицее № 239 и школе № 45 при ЛГУ, написал для них свой учебник по классической механике. Кондратьев вспоминал: «Практически с момента основания в школе сложился сильнейший коллектив физиков: В. К. Кобушкин, Л. Н. Савушкин, чуть погодя к ним присоединились А. А. Быков, Ю. Ю. Дмитриев, Е. И. Бутиков, Б. С. Монозон. Начинать нам пришлось с нуля. И первым шагом стала разработка новой программы по физике, сильно отличающейся от принятой в те годы для среднего образования. Главное отличие заключалось в следующем. Программа по физике для средней школы была набором разделов, друг с другом никак не пересекающихся. Мы же сделали основным принципом программы методологию, постарались показать в ней физику как науку. Наши поиски шли в правильном направлении и уже значительно позже программа для общеобразовательной школы тоже стала приближаться к нашей в принципиальном отношении. А на первых порах нас очень выручало и поддерживало руководство физического факультета (А. М. Шухтин, В. И. Вальков, И. Н. Успенский), которое “прикрывало” нас от бдительного ока чиновников отделов народного образования, не понимавших и не принимавших нашу “самодеятельность”».
В 1974 году Кондратьев вместе со своими коллегами Е. И. Бутиковым и А. А. Быковым разработал сборник задач по физике «Физика в примерах и задачах», который был рассчитан на несколько более высокий уровень обучения, чем популярный до сих пор сборник А. П. Рымкевича. В свою очередь благодаря Ю. Л. Климонтовичу в 1980-х годах этот сборник стал дополнением к стандартным школьным учебникам по физике и ежегодно переиздавался тиражом в 200–500 тысяч экземпляров. Также вместе с Климонтовичем на базе издательства «Наука» на основе этого сборника был разработан основной советский учебник для подготовки к поступлению в физико-математические вузы «Физика для поступающих в вузы».

## Основные работы
- Кондратьев А. С., Кучма А. Е. Электронная жидкость нормальных металлов. — Ленинград: Издательство ЛГУ, 1980.
- Кондратьев А. С., Уздин В. М. Электронная жидкость магнитоупорядоченных металлов. — Ленинград: Издательство ЛГУ, 1988.
- Кондратьев А. С., Кучма А. Е. Лекции по теории квантовых жидкостей. — Ленинград, 1989.
- Бутиков Е. И., Кондратьев А. С., Аленицын А. Г. Краткий физико-математический справочник. — 1-е изд. — Москва: Наука, 1990. — 368 с.
- Кондратьев А. С., Романов В. П. Лекции по теории квантовых жидкостей. — Москва: Наука, Физматлит, 1992.
- Кондратьев А. С., Романов В. П. Задачи по статистической физике. — Москва: Наука, Физматлит, 1992. — 152 с. — ISBN 5-02-014682-X.
- Бутиков Е. И., Кондратьев А. С., Аленицын А. Г. Краткий физико-математический справочник. — 2-е изд. — Санкт-Петербург: Издательство СПбГУ, Петроглиф, 2007.
- Кондратьев А. С., Бутиков Е. И. Физика. — Москва: Физматлит, 2000. — Т. 1 (Механика).
- Кондратьев А. С., Бутиков Е. И. Физика. — Москва: Физматлит, 2008. — Т. 2 (Электродинамика. Оптика).
- Кондратьев А. С., Бутиков Е. И., Уздин В. М. Физика. — Москва: Физматлит, 2004. — Т. 3 (Строение и свойства вещества).
- Бордовский Г. А., Кондратьев А. С., Чоудери А. Д. Р. Физические основы математического моделирования. — Москва: Академия, 2005.
- Кондратьев А. С., Бутиков Е. И., Уздин В. М. Физика. Сборник задач. — Москва: Физматлит, 2005.
- Кондратьев А. С., Прияткин Н. А. Современные технологии обучения физике. — Санкт-Петербург: Издательство СПбГУ, 2006.
- Кондратьев А. С., Ситнова Е. В. Парадоксальность физического мышления. — Санкт-Петербург: Издательство РГПУ имени А. И. Герцена, 2007. — 279 с.
- Кондратьев А. С., Ляпцев А. В. Физика. Задачи на компьютере. — Москва: Физматлит, 2008.
- Кондратьев А. С., Бутиков Е. И., Быков А. А. Физика в примерах и задачах. — 1-е изд. — Москва: МЦНМО, 2008.
- Кондратьев А. С., Бутиков Е. И., Быков А. А. Физика в примерах и задачах. — 2-е изд. — Москва: МЦНМО, 2015.
- Кондратьев А. С., Борисёнок С. В. Квантовая статистическая механика. — Москва: Физматлит, 2011.
- Кондратьев А. С., Райгородский П. А. Задачи по термодинамике, статистической физике и кинетической теории. — Москва: Физматлит, 2012.
- Кондратьев А. С., Ляпцев А. В., Ларченко Л. А. Методы решения задач по физике. — Москва: Физматлит, 2012.

## Прочие публикации
- Кондратьев А. С. Воспоминания о физфаке ЛГУ 60-х годов // Шестидесятые годы на физфаке ЛГУ. Сборник воспоминаний. Выпуск второй. — Гатчина Ленинградской обл.: Изд-во ФГБУ «ПИЯФ» НИЦ «Курчатовский институт», 2014. — С. 157—170.

## Признание
- Заслуженный работник высшей школы Российской Федерации.
- 2003 — медаль «В память 300-летия Санкт-Петербурга» за внесение значительного вклада в развитие Санкт-Петербурга в области образования[2].